# Municipio de Eagle Point (Illinois)
El municipio de Eagle Point (en inglés: Eagle Point Township) es un municipio ubicado en el condado de Ogle en el estado estadounidense de Illinois. En el año 2010 tenía una población de 227 habitantes y una densidad poblacional de 4,48 personas por km².

## Geografía
El municipio de Eagle Point se encuentra ubicado en las coordenadas 41°58′41″N 89°39′25″O / 41.97806, -89.65694. Según la Oficina del Censo de los Estados Unidos, el municipio tiene una superficie total de 50.7 km², de la cual 50,7 km² corresponden a tierra firme y (0 %) 0 km² es agua.

## Demografía
Según el censo de 2010, había 227 personas residiendo en el municipio de Eagle Point. La densidad de población era de 4,48 hab./km². De los 227 habitantes, el municipio de Eagle Point estaba compuesto por el 98,24 % blancos, el 0,44 % eran asiáticos, el 0,88 % eran de otras razas y el 0,44 % eran de una mezcla de razas. Del total de la población el 0,88 % eran hispanos o latinos de cualquier raza.